# Heilig-Kreuz-Kirche (Neuenwalde)

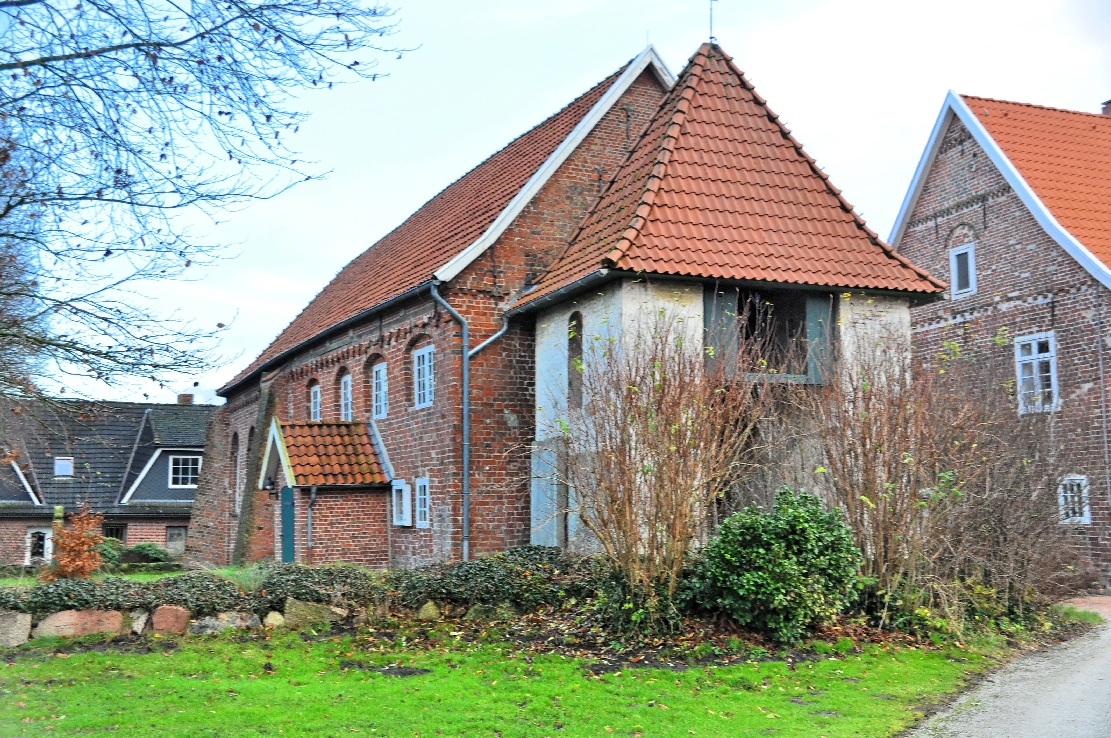
Heilig-Kreuz-Kirche

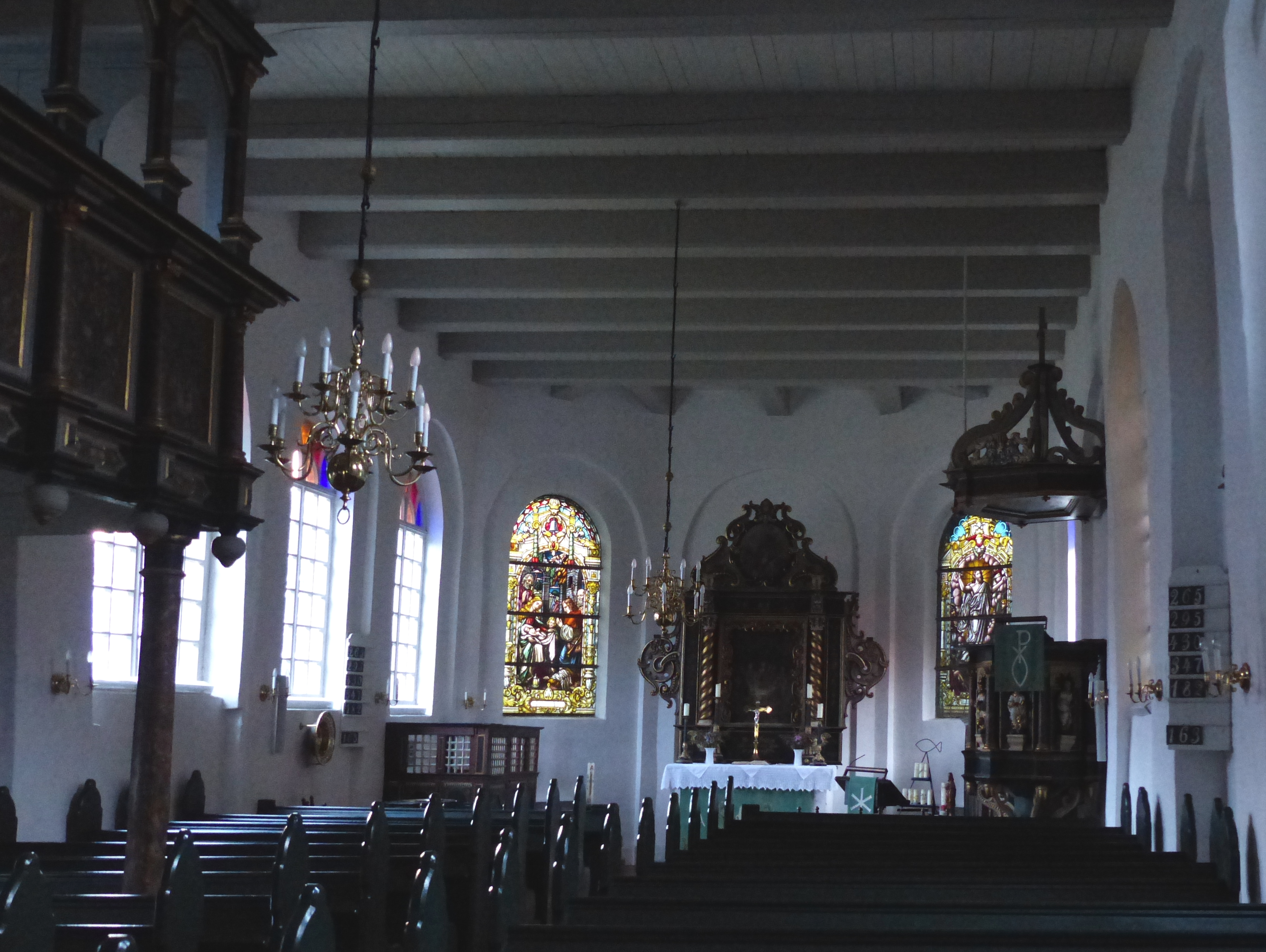
Innenansicht

Die evangelisch-lutherische Heilig-Kreuz-Kirche steht in Neuenwalde, einem Ortsteil der Stadt Geestland im Landkreis Cuxhaven in Niedersachsen. Die Kirchengemeinde gehört zum Kirchenkreis Wesermünde im Sprengel Stade der Evangelisch-lutherischen Landeskirche Hannover.
Das Gebäude steht unter Denkmalschutz (siehe auch Liste der Baudenkmale in Geestland).

## Beschreibung
Die Kirche des Klosters Neunwalde ist seit ihrer Gründung auch die Pfarrkirche für Neuenwalde und Krempel. Ihr Name geht zurück auf die Altenwalder Reliquie des Heiligen Kreuzes, die 1334 dort zurückgelassen wurde. Die ältesten Teile der Kirche sind der vor der Westwand stehende niedrige Glockenturm, der sich seit seinem Bau 1334 bis heute nahezu unverändert zeigt, und das Langhaus. Über dem Giebel des Portals im kleinen Vorbau im Norden ist ein spätgotisches Relief von 1508 mit einer Inschrift in gotischen Minuskeln. 1629 fiel das Dach und die Kirchenausstattung einem Großbrand zum Opfer. Mit dem Wiederaufbau zwischen 1630 und 1640 erhielt die einschiffige Saalkirche aus Backsteinen ihre heutige Gestalt. Aus dieser Zeit stammt ein großer Teil der Kirchenausstattung. 1910 wurde das Langhaus nach Osten um den Chor mit einem dreiseitigen Schluss verlängert, dessen Wände von Strebepfeilern gestützt werden.
Der Innenraum ist mit einer Holzbalkendecke überspannt. An der Nordwand befindet sich eine Empore, die mit Fenstern versehenen ist. Zwei Priechen stammen aus der Mitte des 17. Jahrhunderts. Ein Altarretabel mit gedrehten Säulen stammt von 1690, ein signiertes Gemälde über das Abendmahl Jesu von 1693. Beim Korb der Kanzel vom Ende des 17. Jahrhunderts stehen Figuren der Evangelisten zwischen Säulen. Die Orgel mit zehn Registern, verteilt auf zwei Manuale und ein Pedal, wurde 1887 von Carl Johann Heinrich Röver gebaut und 1983 von Martin Haspelmath restauriert.